# Rachów (Annopol)
Rachów – część miasta Annopol w Polsce położona w województwie lubelskim, w powiecie kraśnickim, w gminie Annopol.
Wieś szlachecka  położona była w drugiej połowie XVI wieku w powiecie urzędowskim województwa lubelskiego. Dawniej istniała gmina Rachów. W latach 1975–1996 miejscowość należała administracyjnie do województwa tarnobrzeskiego.
30 listopada 1996 Rachów (obręb ewidencyjny Rachów-Nowa Wieś) włączono do Annopola.